# Przejście graniczne Miłoszów-Srbská
Przejście graniczne Miłoszów-Srbská – polsko-czeskie małego ruchu granicznego i drogowe przejście graniczne położone w województwie dolnośląskim, w powiecie lubańskim, w gminie Leśna, w miejscowości Miłoszów, zlikwidowane w 2007.

## Opis
Drogowe przejście graniczne Miłoszów-Srbská z miejscem odprawy granicznej po stronie polskiej w miejscowości Miłoszów zostało utworzone 30 sierpnia 2006. Czynne było całą dobę. Dopuszczone było przekraczanie granicy przez pieszych, rowerzystów, motocykle i samochody osobowe.
Przejście graniczne małego ruchu granicznego Miłoszów-Srbská, zostało utworzone 19 lutego 1996 w celu ułatwienia wzajemnych kontaktów między mieszkańcami terenów przygranicznych Polski i Czech. Czynne było w godz. 6.00–22.00. Dopuszczony był ruch pieszych, rowerzystów, motorowerami o pojemności skokowej silnika do 50 cm³ i transportem rolniczym. Odprawę graniczną i celną wykonywały organy Straży Granicznej. Kontrolę graniczną i celną osób, towarów i środków transportu wykonywała Strażnica Straży Granicznej w Miłoszowie.
21 grudnia 2007 na mocy układu z Schengen przejścia graniczne zostały zlikwidowane.
Do przejścia po polskiej stronie, można było dojechać drogą wojewódzką nr 358, następnie przez miejscowości Leśna, Miłoszów do granicy państwa.

## Galeria

Przejście graniczne Miłoszów-Srbská
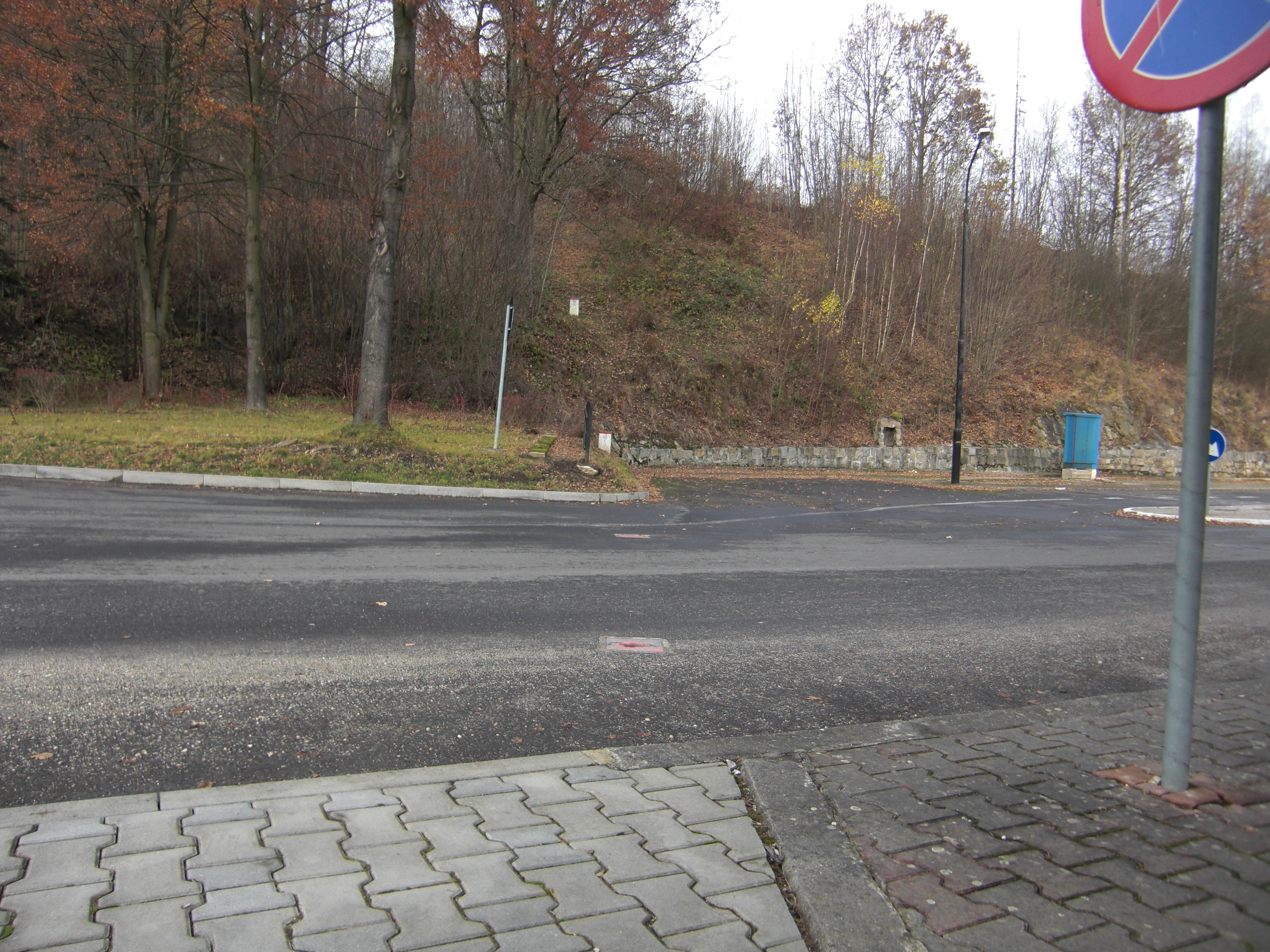
(listopad 2009)
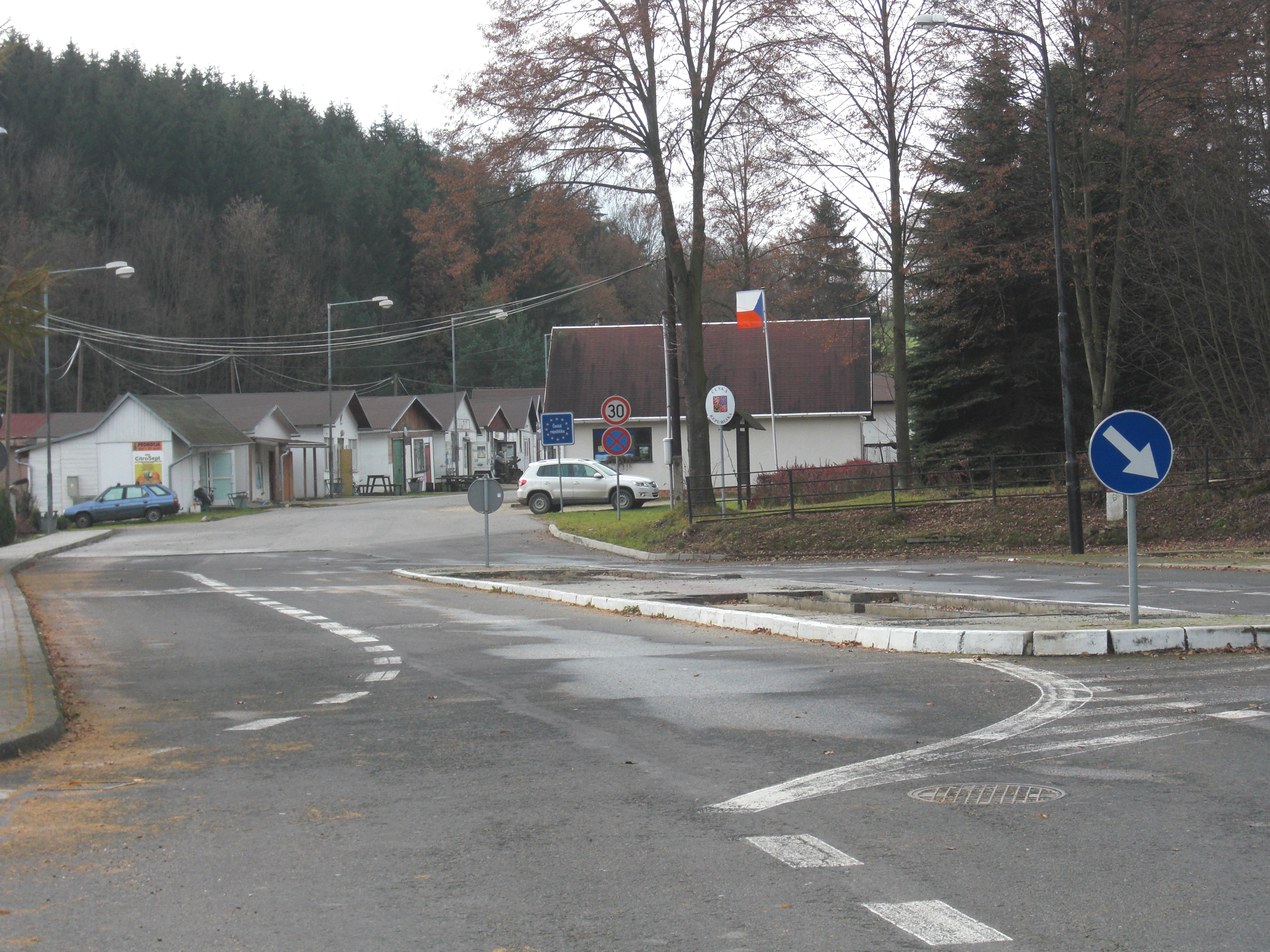
(listopad 2009)